# 玛农·雷奥姆
玛农·雷奥姆（法語：Manon Rhéaume，1972年2月24日—），加拿大女子冰球运动员，场上位置是守门员。她曾代表加拿大国家队参加1998年冬季奥林匹克运动会冰球比赛，获得一枚银牌。